# Bito-Lagertechnik
Die BITO-Lagertechnik Bittmann GmbH ist ein international tätiger Hersteller von Lager- und Betriebseinrichtungen, Lagertechnik, Systemen für die Kommissionierung sowie von Kästen und Behältern aus Kunststoff.
Am Hauptsitz in Meisenheim produziert BITO-Lagertechnik statische und dynamische Regalsysteme sowie Einzelregale und mehrgeschossige Regalanlagen. Im Werk Lauterecken fertigt das Unternehmen Lager-, Transport- und Kommissionierbehälter.
Im Rahmen eines Joint Venture produziert Bito in Nordindien Regalbauteile für Fachboden- und Palettenregale für den indischen Markt.

## Produkte

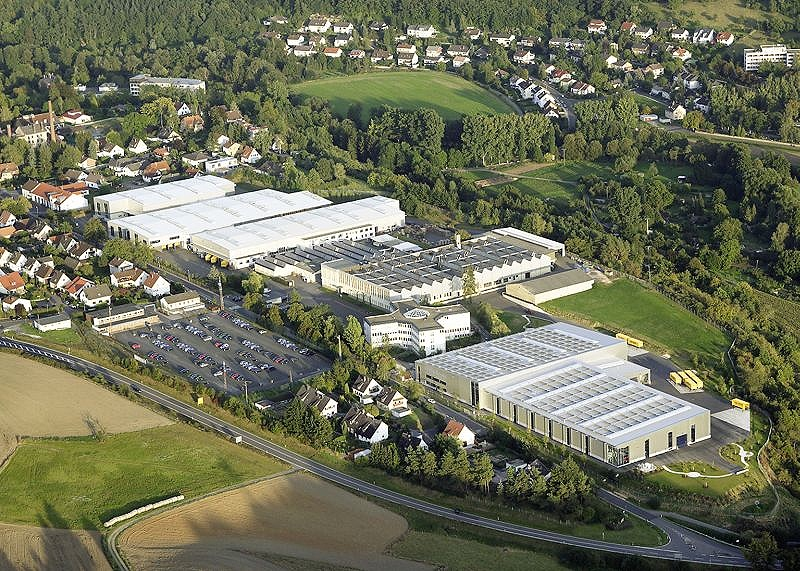
Luftaufnahme Bito-Werk Meisenheim.

- Statische Regalsysteme wie Fachbodenregale, Palettenregale, Kragarmregale
- Dynamische Regale für Stückgüter und Paletten
- Automatisch bediente Regale
- Verfahrbare Paletten-, Kragarm- und Fachbodenregalanlagen
- Betriebseinrichtungen
- Bühnensysteme und Mehrgeschossanlagen
- Kunststoffkästen und -behälter, wie z. B. Eurostapel-, Mehrwegbehälter, Sichtlager-, Regalkästen sowie Tablare aus Kunststoff und Stahlblech
- Fahrerlose Transportsysteme

## Geschichte

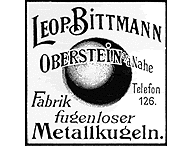
Gründer Goldschmied Leopold Bittmann.

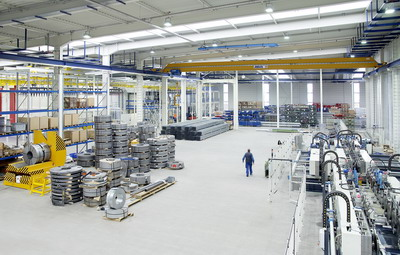
Neues Fertigungszentrum für die Herstellung von Regalstützen, Traversen und Bauteilen im Stammwerk Meisenheim.

1845 gründete Goldschmied Leopold Bittmann die Firma „Leop. Bittmann“ in Idar-Oberstein. Mit dem Einstieg in die industrielle Produktion von Zubehörteilen für die Schmuckindustrie im Jahr 1870 entwickelte er ein Verfahren zur Herstellung von fugenlosen und dünnwandigen Metallhohlkugeln. 1948 startete die Erweiterung des Produktprogramms um Kaffeesiebe, Möbelbeschläge und Zubehörteile für die Elektro- und Automobilindustrie.
Der Einstieg in die Lagertechnik erfolgte 1959 mit der Fertigung von Stahlblechkästen, Kleinteile- und Fachbodenregalen sowie Gitterboxen. 1962 startete die Kunststofffertigung von Regalkästen. Nach der Umfirmierung in "BITO Lagertechnik Bittmann OHG" im Jahr 1975 fiel 1976 der Startschuss für das Projektgeschäft und die Entwicklung des Stückgutdurchlaufregals. Die wichtigsten Entwicklungen seit 1980 sind das Fachbodenregal-Programm, das Palettenregal, die Paletten-Durchlaufregale und die Kästenserien „SK“ und „RK“.
1991 verlagerte Bito-Lagertechnik den Firmensitz nach Meisenheim. 2001 erfolgte der Umzug des Kunststoffwerkes von Weierbach nach Lauterecken. 2007 baute Bito-Lagertechnik den Produktionsstandort in Indien auf.

## Unternehmensstruktur
Als internationale Unternehmensgruppe unterhält Bito-Lagertechnik Tochterunternehmen in Belgien, Dänemark, Frankreich, Großbritannien, Italien, Österreich, Polen, Rumänien, Schweiz, Slowakei, Spanien, Tschechien, Ungarn, Ukraine und in den Vereinigten Arabischen Emiraten.
Vor kurzem wurde eine Tochtergesellschaft in den USA gegründet.
Die internationale Vertriebsstruktur wird durch zahlreiche weltweite Partnerschaften ergänzt.